# فرناندو اوفيلار
فرناندو اوفيلار (بالإسبانية: Fernando Ovelar) هو لاعب كرة قدم باراغواياني في مركز الهجوم، ولد في 6 يناير 2004 في أسونسيون في باراغواي. لعب مع سيرو بورتينيو.

## وصلات خارجية
- فرناندو اوفيلار على موقع قاعدة بيانات كرة القدم.إي يو (الإنجليزية)
- فرناندو اوفيلار على موقع Soccerway.com (الإنجليزية)
- فرناندو اوفيلار على موقع AS.com (الإسبانية)